# Julianakerk (Transvaalkwartier)
De Julianakerk is een kerkgebouw in het Transvaalkwartier in het centrum van Den Haag, dat werd gebouwd voor de Nederlands-hervormden uit de Transvaalwijk en de Schilderswijk tijdens de jaren 1925-1926 naar ontwerp van de architect Gijs van Hoogevest (1887-1968).

## Geschiedenis
De Transvaalwijk werd tussen 1901 en 1932 gebouwd. In 1913 kwam er een gereformeerde kerk en in 1914 een Rooms-katholieke. Met de bouw van deze Hervormde kerk werd gewacht tot 1925, omdat eerst de Nieuwe Kerk aan het Spui gerestaureerd moest worden. Dominee Van den Bosch verzamelde ondertussen geld en in 1925 legde kroonprinses Juliana de eerste steen. Het beton werd bedekt met siermetselwerk. De stijl werd beïnvloed door de Amsterdamse School.
Van den Bosch was sterk tegen de Jodenhaat en werd op 11 december 1940 door de Duitsers gearresteerd. Hij overleed in Kamp Amersfoort op 20 maart in 1942. Postuum kreeg hij het Verzetskruis en in de Duinzichtkerk werd na de oorlog een herinneringsraam voor hem geplaatst.
In 1998 werd het kerkgebouw aan de gemeente Den Haag verkocht. In 2004 werd hij aangekocht door Stadsherstel Den Haag en eind van dat jaar begon een grootscheepse renovatie. De heropening vond plaats op 6 september 2006. De torenklokken kunnen weer luiden. Binnen zijn ontmoetingsruimtes en kantoren, een informatiecentrum en inloophuis De Paardenberg.

## Bouwwerk
Het kerkgebouw is gebouwd in de stijl van de Amsterdamse School en bestaat uit een hoge en grote kruising onder een laag tentdak met aan vier zijden hiervan de beuken. Tegen de achterzijde is de toren gebouwd.

## Predikanten
- 1926-1942: ds. Dirk Arie van den Bosch (Wijk II - Schilderswijk)
- 1926-1928: ds. Johannes de Groot (Wijk III - Transvaalkwartier)
- 1929-1931: ds. Leendert Johannes van Leeuwen (Wijk III)
- 1930-1939: ds. Gerardus Bartholomeus Westenburg (Wijk XVII - Oostbroek)
- 1932-1943: ds. Jacobus Poort (Wijk III)
- 1940-1945: ds. Jacobus Schoneveld (Wijk XVII)
- 1943-1948: ds. Hendrik Jacobus Groenewegen (Wijk II) (Vanaf 1948 was de Rehobothkapel de wijkkerk voor Schilderswijk Zuid)
- 1944-1959: ds. Frederik Jan Broeyer (Wijk III)
- 1945-1966: ds. Gerardus Johannes Streeder (Wijk XVII)
- 1947-1972: ds. Jelis Anthonie Peters (Wijk XXV - Rustenburg)
- 1948-1962: ds. Jan Wulf van Barneveld (Wijk XXIX - Schilderswijk Noord)
- 1950-1972: ds. Lambertus Lagerweij (Wijk XXVIII - Transvaalkwartier Zuid)
- 1960-1989: ds. Hendrik Willem van der Brink (Wijk III)
- 1967-1977: ds. Kasper Johannes Hendrik Burgy (Wijk XVII)
- 1974-1981: ds. Albertus Coenraad van Beek (Wijkpredikant van Gereformeerde Kerk ’s-Gravenhage-West)

## Orgel
In 1926 kreeg de kerk een orgel, gemaakt door Standaart. Het front werd ontworpen door J. Hoogevoorst. In 1972 kreeg de kerk een nieuw orgel dat door de firma Vierdag werd geplaatst. Enkele weken nadat de kerk op 1 januari 1997 werd gesloten, werd het orgel door Pels & Van Leeuwen gedemonteerd en in de Bethlehemkerk geplaatst.

## Trivia
In 1927 deed prinses Juliana Openbare belijdenis van het geloof in de Julianakerk.
Abdijkerk van Loosduinen · 
Allerheiligst Sacramentskerk · 
Anglican Church of St. John and St. Philip · 
Antonius Abtkerk · 
Badkapel · 
Bethelkerk (Scheveningen) · 
Bethlehemkerk · 
Christus Triumfatorkerk · 
Duinoordkerk · 
Duinzichtkerk · 
Eben-Haëzerkerk · 
Onze Lieve Vrouw Onbevlekt Ontvangenkerk · 
Emmauskerk · 
Grote of Sint-Jacobskerk · 
Sint-Jacobus de Meerderekerk  · 
H.H. Engelbewaarderskerk · 
H.H. Jacobus- en Augustinuskerk · 
Hofkapel · 
H. Familiekerk · 
Julianakerk (Transvaalkwartier) · 
Prinses Julianakerk (Scheveningen) · 
Kerk van de H. Martelaren van Gorcum · 
Kerk van Eikenduinen · 
Kloosterkerk · 
Lourdeskapel · 
Lutherse kerk · 
Maranathakerk · 
Nieuwe Badkapel · 
Nieuwe Kerk ·
Onbevlekt Hart van Mariakerk ·
O.L.V. Hemelvaartkerk · 
O.L.V. van Goede Raadkerk · 
Oosterkerk · 
Oude Kerk · 
Paleiskerk · 
Pastoor van Arskerk · 
Pniëlkerk · 
Sint-Agneskerk · 
Sint-Josephkerk (1867) · 
Sint-Josephkerk (1886) · 
Sint-Marthakerk · 
Sint-Paschalis Baylonkerk · 
Sint-Theresia van Lisieuxkerk · 
Sint-Willibrorduskerk · 
Teresia van Avilakerk · 
Vredeskapel · 
Waalse Kerk · 
Wilhelminakerk (1908) · 
Wilhelminakerk (1954) · 
Willemskerk · 
Willibrorduskapel